# Фунульоза
Фунульо́за (кат. Fonollosa) - муніципалітет, розташований в Автономній області Каталонія, в Іспанії. Код муніципалітету за номенклатурою Інституту статистики Каталонії - 80847. Знаходиться у районі (кумарці) Бажас (коди району - 07 та BG) провінції Барселона, згідно з новою адміністративною реформою перебуватиме у складі Баґарії (округи) Центральна Каталонія. 

## Населення
Населення міста (у 2007 р.) становить 1.279 осіб (з них менше 14 років - 15,5%, від 15 до 64 - 70,4%, понад 65 років - 14,1%). У 2006 р. народжуваність склала 11 осіб, смертність - 14 осіб, зареєстровано 9 шлюбів. У 2001 р. активне населення становило 551 особа, з них безробітних - 24 особи.

Серед осіб, які проживали на території міста у 2001 р., 901 народилися в Каталонії (з них 752 особи у тому самому районі, або кумарці), 139 осіб приїхало з інших областей Іспанії, а 27 осіб приїхало з-за кордону. 

Університетську освіту має 9,1% усього населення. 

У 2001 р. нараховувалося 350 домогосподарств (з них 16,6% складалися з однієї особи, 21,4% з двох осіб,24,3% з 3 осіб, 22,6% з 4 осіб, 9,1% з 5 осіб, 5,4% з 6 осіб, 0,6% з 7 осіб, 0% з 8 осіб і 0% з 9 і більше осіб).

Активне населення міста у 2001 р. працювало у таких сферах діяльності : у сільському господарстві - 10,1%, у промисловості - 30%, на будівництві - 15,4% і у сфері обслуговування - 44,6%. 

 У муніципалітеті або у власному районі (кумарці) працює 247 осіб, поза районом - 375 осіб.

### Безробіття
У 2007 р. нараховувалося 47 безробітних (у 2006 р. - 59 безробітних), з них чоловіки становили 36,2%, а жінки - 63,8%.

## Економіка

### Підприємства міста

#### Промислові підприємства
| \| Промислові підприємства міста, за сферою діяльності \| Промислові підприємства міста, за сферою діяльності \| Промислові підприємства міста, за сферою діяльності \| \| Рік \| 2002 р. \| 2001 р. \| \| --------------------------------------------------- \| --------------------------------------------------- \| --------------------------------------------------- \| \| Енергетичні та водні ресурси \| 0% \| 0% \| \| Хімія та метали \| 0% \| 0% \| \| Переробка металів \| 25% \| 25% \| \| Продукти харчування \| 37,5% \| 37,5% \| \| Текстиль \| 25% \| 25% \| \| Виробництво меблів, видання \| 12,5% \| 12,5% \| \| Інше \| 0% \| 0% \| \| Усього підприємств \| 8 \| 8 \| |         |         |
| Промислові підприємства міста, за сферою діяльності |         |         |
| Рік | 2002 р. | 2001 р. |
| Енергетичні та водні ресурси | 0%      | 0%      |
| Хімія та метали | 0%      | 0%      |
| Переробка металів | 25%     | 25%     |
| Продукти харчування | 37,5%   | 37,5%   |
| Текстиль | 25%     | 25%     |
| Виробництво меблів, видання | 12,5%   | 12,5%   |
| Інше | 0%      | 0%      |
| Усього підприємств | 8       | 8       |

#### Роздрібна торгівля
| \| Підприємства роздрібної торгівлі міста, за сферою діяльності \| Підприємства роздрібної торгівлі міста, за сферою діяльності \| Підприємства роздрібної торгівлі міста, за сферою діяльності \| \| Рік \| 2002 р. \| 2001 р. \| \| ------------------------------------------------------------ \| ------------------------------------------------------------ \| ------------------------------------------------------------ \| \| Продукти харчування \| 50% \| 50% \| \| Одяг та взуття \| 0% \| 0% \| \| Товари для дому \| 0% \| 0% \| \| Книги та періодичні видання \| 0% \| 0% \| \| Промислова хімічна продукція \| 25% \| 25% \| \| Продукція, пов'язана з транспортними засобами \| 0% \| 0% \| \| Інше \| 25% \| 25% \| \| Усього підприємств \| 4 \| 4 \| |         |         |
| Підприємства роздрібної торгівлі міста, за сферою діяльності |         |         |
| Рік | 2002 р. | 2001 р. |
| Продукти харчування | 50%     | 50%     |
| Одяг та взуття | 0%      | 0%      |
| Товари для дому | 0%      | 0%      |
| Книги та періодичні видання | 0%      | 0%      |
| Промислова хімічна продукція | 25%     | 25%     |
| Продукція, пов'язана з транспортними засобами | 0%      | 0%      |
| Інше | 25%     | 25%     |
| Усього підприємств | 4       | 4       |

#### Сфера послуг
| \| Підприємства міста, що працюють у сфері послуг, за діяльністю \| Підприємства міста, що працюють у сфері послуг, за діяльністю \| Підприємства міста, що працюють у сфері послуг, за діяльністю \| \| Рік \| 2002 р. \| 2001 р. \| \| ------------------------------------------------------------- \| ------------------------------------------------------------- \| ------------------------------------------------------------- \| \| Гуртова торгівля \| 12,5% \| 14,8% \| \| Готелі та готельний бізнес \| 15,6% \| 18,5% \| \| Транспорт та зв'язок \| 40,6% \| 44,4% \| \| Посередницькі фінансові послуги \| 0% \| 0% \| \| Послуги підприємствам \| 0% \| 0% \| \| Послуги фізичним особам \| 25% \| 14,8% \| \| Нерухомість та ін. \| 6,2% \| 7,4% \| \| Усього підприємств \| 32 \| 27 \| |         |         |
| Підприємства міста, що працюють у сфері послуг, за діяльністю |         |         |
| Рік | 2002 р. | 2001 р. |
| Гуртова торгівля | 12,5%   | 14,8%   |
| Готелі та готельний бізнес | 15,6%   | 18,5%   |
| Транспорт та зв'язок | 40,6%   | 44,4%   |
| Посередницькі фінансові послуги | 0%      | 0%      |
| Послуги підприємствам | 0%      | 0%      |
| Послуги фізичним особам | 25%     | 14,8%   |
| Нерухомість та ін. | 6,2%    | 7,4%    |
| Усього підприємств | 32      | 27      |

## Житловий фонд
У 2001 р. 1,4% усіх родин (домогосподарств) мали житло метражем до 59 м2, 10,9% - від 60 до 89 м2, 30,6% - від 90 до 119 м2 і
57,1% - понад 120 м2.

З усіх будівель у 2001 р. 56,9% було одноповерховими, 39,8% - двоповерховими, 3
% - триповерховими, 0,2% - чотириповерховими, 0,2% - п'ятиповерховими, 0% - шестиповерховими,
0% - семиповерховими, 0% - з вісьмома та більше поверхами.

## Автопарк
| \| Автомобілі, зареєстровані у місті, за призначенням \| Автомобілі, зареєстровані у місті, за призначенням \| Автомобілі, зареєстровані у місті, за призначенням \| \| Рік \| 2006 р. \| 2005 р. \| \| -------------------------------------------------- \| -------------------------------------------------- \| -------------------------------------------------- \| \| Приватні автомобілі \| 55,5% \| 56,9% \| \| Мотоцикли \| 9,8% \| 8,9% \| \| Вантажівки \| 27,6% \| 27,2% \| \| Трактори \| 0,7% \| 0,7% \| \| Автобуси та ін. \| 6,4% \| 6,2% \| \| Усього автомобілів \| 1.199 шт. \| 1.112 шт. \| |           |           |
| Автомобілі, зареєстровані у місті, за призначенням |           |           |
| Рік | 2006 р.   | 2005 р.   |
| Приватні автомобілі | 55,5%     | 56,9%     |
| Мотоцикли | 9,8%      | 8,9%      |
| Вантажівки | 27,6%     | 27,2%     |
| Трактори | 0,7%      | 0,7%      |
| Автобуси та ін. | 6,4%      | 6,2%      |
| Усього автомобілів | 1.199 шт. | 1.112 шт. |

## Вживання каталанської мови
У 2001 р. каталанську мову у місті розуміли 98,9% усього населення (у 1996 р. - 98%), вміли говорити нею 92,3% (у 1996 р. - 
92%), вміли читати 90,3% (у 1996 р. - 89,5%), вміли писати 60,9
% (у 1996 р. - 55,9%). Не розуміли каталанської мови 1,1%.

## Політичні уподобання
У виборах до Парламенту Каталонії у 2006 р. взяло участь 607 осіб (у 2003 р. - 645 осіб). Голоси за політичні сили розподілилися таким чином:
| \| Вибори до Парламенту Каталонії \| Вибори до Парламенту Каталонії \| Вибори до Парламенту Каталонії \| \| Рік \| 2006 р. \| 2003 р. \| \| -------------------------------------- \| ------------------------------ \| ------------------------------ \| \| Конвергенція та Єднання (CiU) \| 45,5% \| 47,9% \| \| Соціалістична партія Каталонії (PSC) \| 16,1% \| 17,1% \| \| Народна партія (PP) \| 4% \| 6,2% \| \| Ініціатива за зелену Каталонію (IC) \| 8,2% \| 3,3% \| \| Республіканська лівиця Каталонії (ERC) \| 22,9% \| 25% \| \| Громадянська партія (C's) \| 0,5% \| 0% \| \| Інші \| 2,8% \| 0,6% \| |         |         |
| Вибори до Парламенту Каталонії |         |         |
| Рік | 2006 р. | 2003 р. |
| Конвергенція та Єднання (CiU) | 45,5%   | 47,9%   |
| Соціалістична партія Каталонії (PSC) | 16,1%   | 17,1%   |
| Народна партія (PP) | 4%      | 6,2%    |
| Ініціатива за зелену Каталонію (IC) | 8,2%    | 3,3%    |
| Республіканська лівиця Каталонії (ERC) | 22,9%   | 25%     |
| Громадянська партія (C's) | 0,5%    | 0%      |
| Інші | 2,8%    | 0,6%    |

У муніципальних виборах у 2007 р. взяло участь 650 осіб (у 2003 р. - 711 осіб). Голоси за політичні сили розподілилися таким чином:
| \| Муніципальні вибори \| Муніципальні вибори \| Муніципальні вибори \| \| Рік \| 2007 р. \| 2003 р. \| \| -------------------------------------- \| ------------------- \| ------------------- \| \| Конвергенція та Єднання (CiU) \| 54% \| 37,4% \| \| Соціалістична партія Каталонії (PSC) \| 13,1% \| 23,9% \| \| Народна партія (PP) \| 2,5% \| 3% \| \| Ініціатива за зелену Каталонію (IC) \| 0% \| 0% \| \| Республіканська лівиця Каталонії (ERC) \| 30,5% \| 16% \| \| Громадянська партія (C's) \| 0% \| 0% \| \| Інші \| 0% \| 19,7% \| |         |         |
| Муніципальні вибори |         |         |
| Рік | 2007 р. | 2003 р. |
| Конвергенція та Єднання (CiU) | 54%     | 37,4%   |
| Соціалістична партія Каталонії (PSC) | 13,1%   | 23,9%   |
| Народна партія (PP) | 2,5%    | 3%      |
| Ініціатива за зелену Каталонію (IC) | 0%      | 0%      |
| Республіканська лівиця Каталонії (ERC) | 30,5%   | 16%     |
| Громадянська партія (C's) | 0%      | 0%      |
| Інші | 0%      | 19,7%   |